# (26340) Evamarková
(26340) Evamarková, désignation internationale (26340) Evamarkova, est un astéroïde de la ceinture principale.

## Description
(26340) Evamarkova est un astéroïde de la ceinture principale. Il fut découvert le 13 décembre 1998 à l'Observatoire Kleť par Jana Tichá et Miloš Tichý. Il présente une orbite caractérisée par un demi-grand axe de 2,36 UA, une excentricité de 0,19 et une inclinaison de 10,8° par rapport à l'écliptique.

## Compléments